# Anthony Brummelkamp (1839-1919)
Anthony Brummelkamp jr. (Hattem, 5 januari 1839 - Den Haag, 15 januari 1919) was een Nederlandse predikant, politicus en journalist.

Hij was van 1897 tot 1918 Tweede Kamerlid voor de ARP.
Brummelkamp jr. heeft een theologische opleiding gehad aan de Theologische School in Kampen waar zijn vader Anthony Brummelkamp hoogleraar was.
Na de fusie tussen de Christelijke Gereformeerde Kerk en de Nederduits Gereformeerde Kerk (Dolerende) in 1892 behoorde Brummelkamp tot de Gereformeerde Kerken in Nederland.

## Loopbaan
- Predikant Christelijke Gereformeerde Kerk te Alkmaar van 1876 tot 1879.
- Predikant Christelijke Gereformeerde Kerk te Groningen van 1879 tot 1887.
- Hoofdredacteur Nieuwe Groningse Courant van 1887 tot 1897.
- Lid Tweede Kamer van 1897 tot 1918.

## Onderscheiding
- Ridder in de Orde van de Nederlandse Leeuw (30 augustus 1905)

## Familie
Anthony Brummelkamp jr. hertrouwde na het overlijden van zijn echtgenote (Anna Gerardina Wttewaall van Stoetwegen) met een dertig jaar jongere vrouw (Judith Esser). Door zijn eerste huwelijk was hij een schoonzoon van de conservatieve burgemeester en Tweede Kamerlid Henri Assuërus Wttewaall van Stoetwegen. Van een achterkleindochter van deze trad hij als voogd op, het latere CHU-Tweede Kamerlid Christine Wttewaall van Stoetwegen.
Voorts was hij een schoonbroer van het Tweede Kamerlid Victor Henri Rutgers, evenals hijzelf van de ARP.
- Biografisch Portaal: 52319660
- Digitale Bibliotheek voor de Nederlandse Letteren: brum004
- Parlement.com: vg09lkyuscuo